# Miller’s Grave

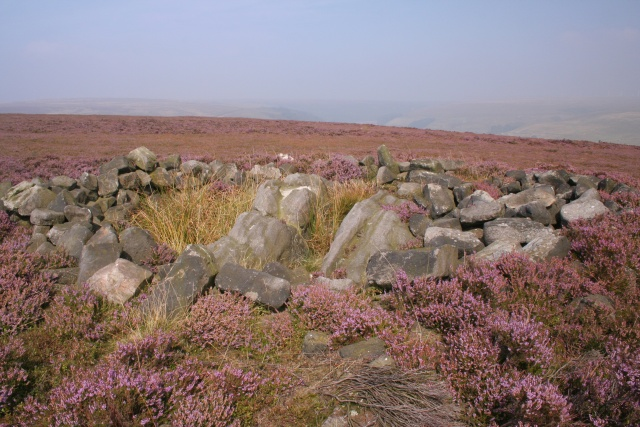
Miller’s Grave

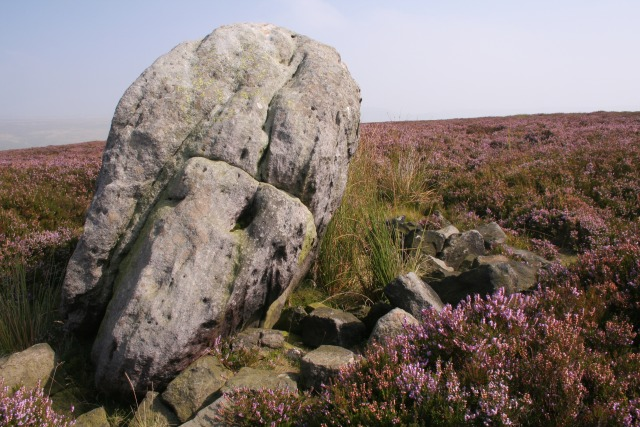
Findling auf dem Midgley Moor

Miller’s Grave ist ein bronzezeitlicher Cairn in der Nähe von Hebden Bridge, bei Chiserley, auf dem Midgley Moor in West Yorkshire in England. Der Cairn aus mittelgroßen Steinen hat einen Durchmesser von etwa 15,5 m  und ist bis zu einer Höhe von etwa 1,5 m erhalten. Er wurde um einen Findling angehäuft, der mittig eine tiefe natürliche Kluft hat.
Rundcairns sind Grabmonumente der Bronzezeit (etwa 2000–700 v. Chr.). Sie wurden für einzelne oder mehrere Bestattungen errichtet. Die Toten liegen innerhalb des Hügels in Steinkisten. In einigen Fällen sind die oft an prominenter Stelle errichteten Cairns von Kreisgräben umgeben. Sie sind im Hochland, wo sie das steinerne Äquivalent der runden Erdhügel des Tieflandes darstellen, relativ häufig. Die erheblichen Unterschiede in der Form und ihre Langlebigkeit als Denkmaltyp liefern Informationen über die Vielfalt der Anschauungen und der sozialen Organisation in den prähistorischen Gemeinschaften. Sie sind repräsentativ für ihre Periode und ein wesentlicher Anteil der erhaltenen Beispiele wird als schützenswert erachtet.
Im Norden liegt der markante Felsblock „Robin Hoods Penny Stone“ und ein Findling.